# ليدز
ليدز حاضرة غرب يوركشير في إنجلترا (المملكة المتحدة). تقع على ضفتي نهر الآير، وتبعد عن مدينة يورك حوالي 40 كم. يبلغ عدد سكانها حوالي 781,700 نسمة (عام 2016) فهي تناهز مدينة شيفيلد سكانا وأهمية في يوركشير. ومدينة ليدز تقع ضمن منطقة حضرية ممتدة تضم برادفورد وهدرسفيلد وغيرها من البلدات.

## السكان
بها كثافة عالية من جاليات جنوب آسيا، ونسبة عالية من المسلمين والأقليات عموما.

## الاقتصاد
نشطت فيها صناعات المنسوجات، والأثاث، والورق، والجلد، والإلكترونيات. تشكل اليوم مركز تجاري وثقافي لمنطقة الشمال الإنجليزي.
بمدينة ليدز يعمل 108,000 موظف في القطاع العام بما يعادل 24% من القوى العاملة. أكبر قطاع توظيف هو قطاع المجلس البلدي بالمدينة ويعمل به 33,000 موظف ويأتي بالمرتبة الثانية المستشفى التعليمي  حيث يعمل به 14,000 موظف.
أصبحت مدينة ليدز المركز الرئيسي للقطاعات الصحية العامة. القسم الصحي ل إن إتش اس بإنجلترا، الاهتمام بجودة العمولات، الرقمي والصحة العامه بإنجلترا جميعهم لديهم مراكز في ليدز.أكبر مستشفى تعليمي  أوربي أيضا أُسس بليدز، وهي المركز الأساسي لمركز السرطان بمقاطعة اليوركشير، وهو الأكبر من نوعه في أوروبا.	مفتاح الأقسام والمنظمات الحكومية في ليدز تشمل قطاعات العمل والمعاشات التي يشغلها أكثر من 3,000 موظف، القسم الصحي يشغله أكثر من 800 موظف، يشغله أكثر من 1200 موظف، وأخيرا المكتبة  البريطانية والتي تضم 1100 موظف.

## المواصلات

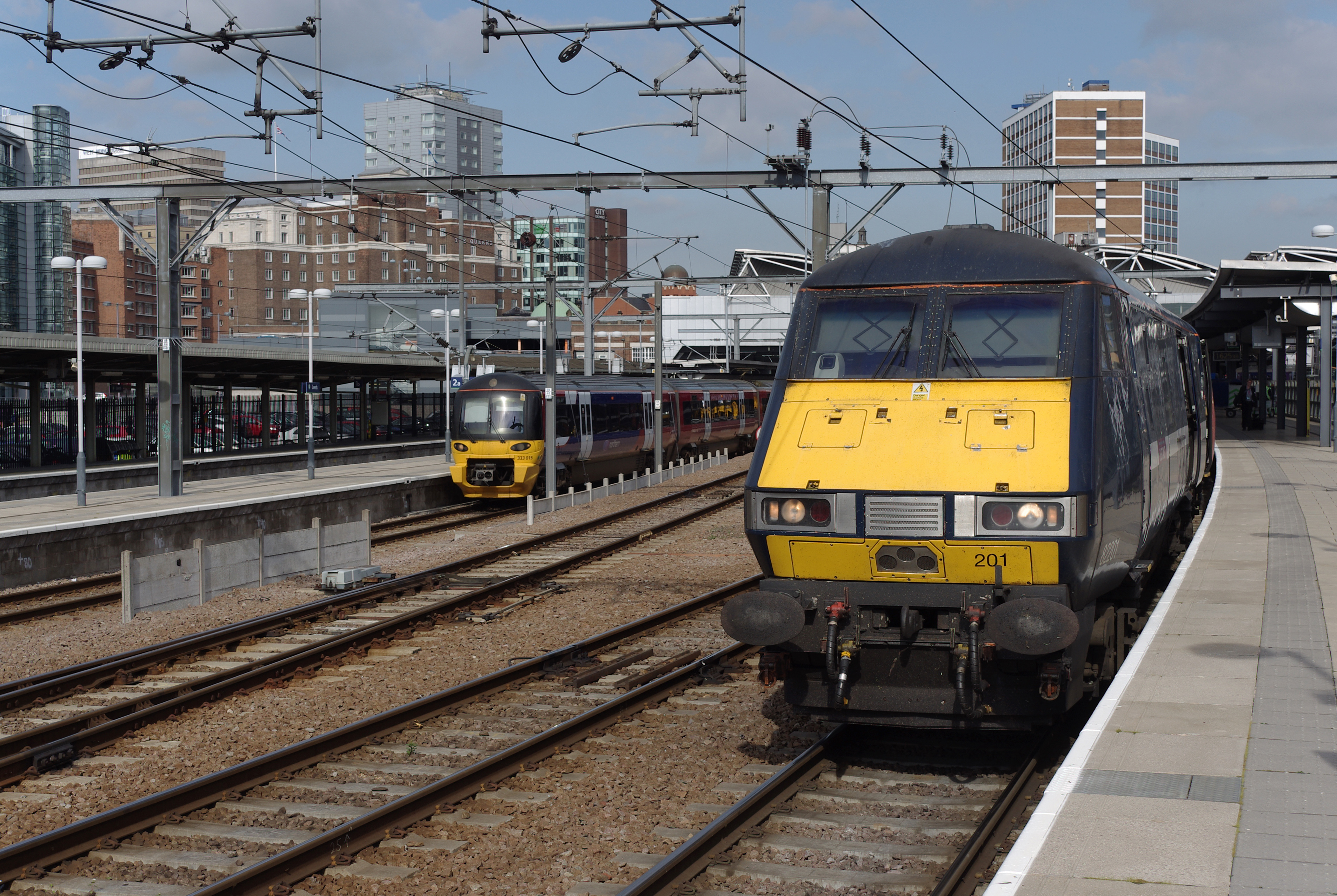
محطة قطارات ليدز

يربط ليدز الطريق السريع 621 القصير الذي يربطها بالطريق السريع 1 (شمالا وجنوبا) والطريق السريع 62 (شرقا وغربا)، إضافة إلى الطريق الرئيسي 1 الذي يصل إدنبرة ولندن.
بها أيضا مطار ليدز برادفورد (نحو 13 كم شمال غرب المدينة).
وبالمدينة محطة قطارات رئيسية تصل بأنحاء البلاد.

## التاريخ
تاريخ ليدز يعود للعصر الروماني، حيث بني حصن في مناطق المدينة الحالية لصد هجمات الأعداء، خاصة تلك الآتية من الشمال. المدينة الحديثة تأسست في القرن الثامن عشر مع ازدهار التجارة في المنطقة. خاصة في نقل الفحم من المناجم القريبة التي تبعد خمسة كيلومترات عن ليدز. تم بناء أول خط سكة حديد في بريطانيا بين ليدز ومناجم ميدلستون في عام 1758، التي سار عليها أيضا في عام 1812 أول قطار بخاري بريطاني. نمت المدينة بشكل سريع أثناء الثورة الصناعية في القرن التاسع عشر، خاصة من خلال إنشاء العديد من مصانع المنسوجات في المدينة.

## المعالم
من أهم معالم المدينة:
- ميدان فيكتوريا (Victoria Square)
- شارع فيكتوريا (victorian Quarter)

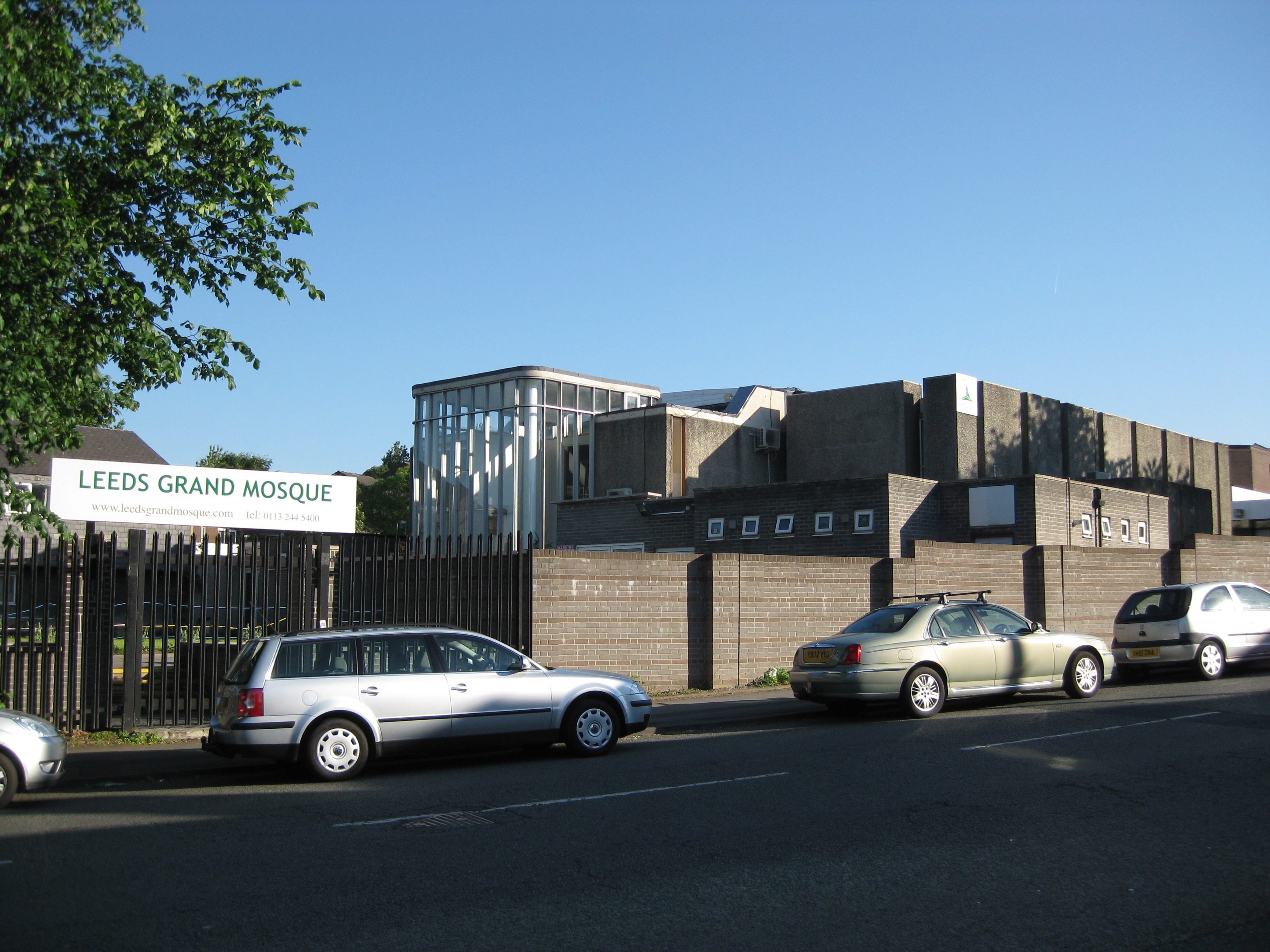
جامع ليدز الكبير.

- غاليري فن المدينة (City Art Gallery)
- مصنع تيتلي للمشروبات (Tetley's Brewery)
- متحف الأسلحة الملكية (Royal Armouries)
- بيت هيروود (Harewood House)
- مدرسة رويدز Royds school

## التعليم
بها جامعة عريقة وهي جامعة ليدز.
و كذلك جامعة ليدز بيكت.